# Уррутия, Андрес
Андре́с Мари́я Урру́тия Бадио́ла (баск. Andres Urrutia Badiola; 21 декабря 1954, Бильбао) — баскский нотариус, писатель, переводчик. Председатель Эускальцайндии с 2005 года.

## Биография
С 1981 по 1994 год работал нотариусом в Ондарроа, затем вернулся в Бильбао. Преподавал право в Университете Деусто. В 1991 году стал членом-корреспондентом Эускальцайндии, а 21 марта 1997 года был избран её действительным членом. Руководил составлением нескольких терминологических словарей баскского языка. 
С 2005 года — председатель Эускальцайндии. Стал первым председателем этой академии, родившимся в Бильбао.

### Оригинальные произведения
- Euskara legebildean (1991)[4]
- Orrialdeak (1992)[4]

### Переводы на баскский язык
- Hareazko erlojua (Альваро Кункейро)[4]
- Silmarilion (Толкин)[4]
- Ostatua (Джеймс Джойс)[4]